# Harder Than Ever
Harder Than Ever è il primo album in studio del rapper statunitense Lil Baby, pubblicato il 18 maggio 2018 dalla 4PF, Capitol, Motown, Wolfpack, Quality Control.
Il disco presenta varie collaborazioni con Starlito, Drake, Moneybagg Yo, Gunna, Young Thug, Offset, Lil Uzi Vert e Hoodrich Pablo Juan.

## Tracce
1. Intro – 1:33
2. Spazz – 1:49
3. I'm Straight – 3:12
4. Exotic (feat. Starlito) – 2:42
5. Yes Indeed (feat. Drake) – 2:22
6. Leaked – 3:12
7. Bank (feat. Moneybagg Yo) – 3:07
8. Cash – 3:18
9. Southside – 2:53
10. Throwing Shade (feat. Gunna) – 3:12
11. First Class – 3:21
12. Right Now (feat. Young Thug) – 3:25
13. Life Goes On (feat. Gunna & Lil Uzi Vert) – 4:07
14. Transporter (feat. Offset) – 3:34
15. Fit In – 3:34
16. Boss Bitch (feat. Hoodrich Pablo Juan) – 2:44
17. Never Needed No Help – 3:16